# Switlana Sajenko

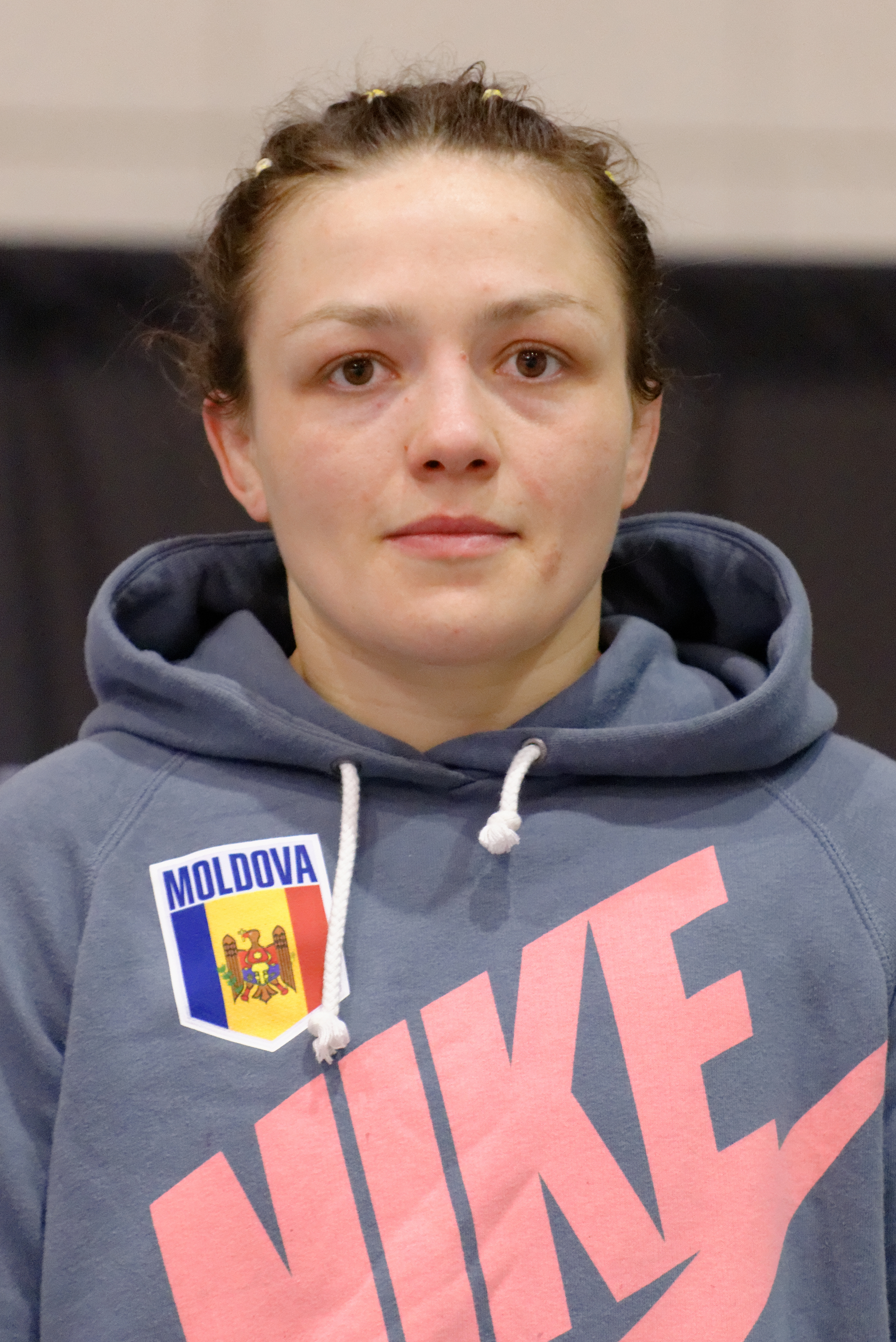
Sajenko beim Golden Grand Prix von Paris 2014

Switlana Oleksandriwna Sajenko (ukrainisch Світлана Олександрівна Саєнко, rumänisch Svetlana Saenko; * 7. Oktober 1982 in Sumy, Ukrainische SSR, Sowjetunion) ist eine Ringerin, die bis 2010 für die Ukraine und seit 2012 für die Republik Moldau startete bzw. startet. Sie gewann bei Welt- und Europameisterschaften insgesamt sechs Medaillen.

## Werdegang
Switlana Sajenko ist gebürtige Ukrainerin. In der Ukraine begann sie auch im Jahre 1999 mit dem Ringen. Die 1,69 Meter große Athletin gehörte dem Sportclub Dinamo Sumy an und wurde seit 1999 von Juri Holub trainiert. Bis 2010 startete sie für die Ukraine. Da sie aber dort in Kateryna Burmistrowa und einigen anderen Ringerinnen unüberwindliche Gegnerinnen bekam, entschloss sie sich, ab 2012 für die Republik Moldau an den Start zu gehen. Sie lebt und trainiert aber weiterhin in Sumi, wobei Ringen zurzeit auch ihr Beruf ist.
Die internationale Karriere von Switlana Sajenko begann im Jahre 2001. Sie startete in diesem Jahr bei der Europameisterschaft in Budapest und kam in der Gewichtsklasse bis 68 kg Körpergewicht auf den 5. Platz. Bereits ein Jahr später, 2002, gewann sie ihre erste Medaille bei einer internationalen Meisterschaft. Sie kam in Seinäjoki/Finnland in der Gewichtsklasse bis 72 kg, in der sie in den folgenden Jahren ausschließlich an den Start gehen sollte, mit einem Sieg über Zarife Yıldırım aus der Türkei, einer Niederlage gegen Monika Kowalska, Polen, Siegen über Katarzyna Juszczak und Maider Unda González de Audicana, Spanien, einer Niederlage gegen Nina Englich, Deutschland und einem Sig über Monika Kowalska auf den 3. Platz. Im gleichen Jahr wurde sie in Tirana auch noch Junioren-Vize-Weltmeisterin hinter Jelena Perepelkina, Russland, vor Anna Wawrzycka aus Polen. Bei der Weltmeisterschaft 2002 im griechischen Chalkida erreichte sie mit Siegen über Anita Schätzle aus Deutschland und Kang Min-jeon aus Südkorea und einer Niederlage gegen Wang Xu aus China den 7. Platz.
Im Jahre 2004 kam Switlana Sajenko bei der Europameisterschaft in Haparanda nach Siegen über Fanny Gai, Frankreich, Rita Soós, Ungarn und Anita Schätzle bis in den Endkampf, in dem sie aber gegen Güzäl Mänürowa aus Russland unterlag. Sie wurde damit Vize-Europameisterin. Im gleichen Jahr fanden bei den Olympischen Spielen in Athen erstmals Wettkämpfe im Ringen der Frauen statt. Die ukrainischen Ringerinnen erkämpften sich dabei auch in der Gewichtsklasse bis 72 kg einen Startplatz. Switlana Sajenko unterlag aber in der internen ukrainischen Ausscheidung für diesen Startplatz an Oksana Waschtschuk und konnte deshalb in Athen nicht starten. 
2005 belegte sie bei der Europameisterschaft in Warna nach einer Niederlage im Viertelfinale gegen Anita Schätzle den 5. Platz. Im Kampf um eine der Bronzemedaillen unterlag sie dabei gegen Stanka Slatewa aus Bulgarien. Im gleichen Jahr gelang es ihr dann sich bei der Weltmeisterschaft in Budapest eine Bronzemedaille zu erkämpfen. Sie besiegte bei dieser Weltmeisterschaft Maider Unda González de Audicana, Marina Gastl aus Österreich, unterlag gegen die vielfache Weltmeisterin Kyōko Hamaguchi und besiegte im Kampf um eine Bronzemedaille Wang Jiao aus China.
2006 in Moskau und 2007 in Sofia wurde Switlana Sajenko jeweils Vize-Europameisterin. In Moskau besiegte sie u. a. Wassilissa Marsaljuk aus Belarus und in Sofia Agnieszka Wieszczek aus Polen. Bei beiden Meisterschaften verlor sie im Endkampf gegen Stanka Slatewa. Bei den Weltmeisterschaften dieser Jahre in Guangzhou und in Baku verpasste sie jeweils relativ knapp die Medaillenränge. In Guangzhou kam sie auf den 7. und in Baku auf den 8. Platz.
Bei der Europameisterschaft 2008 in Tampere verlor Switlana Sajenko den Kampf um eine Bronzemedaille gegen Anita Schätzle. Nach den Olympischen Spielen in Peking startete sie bei den in Tokio durchgeführten Weltmeisterschaft. Sie unterlag dort aber gegen Ohenewa Akuffo aus Kanada. Da diese den Endkampf nicht erreichte, schied sie aus und kam nur auf den 14. Platz.
Die vorläufig letzte Medaille bei einer internationalen Meisterschaft errang Switlana Sajenko bei der Europameisterschaft 2009 in Vilnius. Nach einer Niederlage im Halbfinale gegen Aljona Starodubzewa us Russland erkämpfte sie sich diese Medaille durch einen Sieg über Marina Gastl aus Österreich. Gute Ergebnisse erreichte sie aber auch noch bei der Weltmeisterschaft 1009 in Herning/Dänemark und bei der Europameisterschaft 2010 in Baku, wo sie jeweils den 5. Platz belegte.
Für die Republik Moldau startend, gelang es Switlana Sajenko sich im April 2012 beim Qualifikations-Turnier in Taiyuan/China  durch einen 2. Platz hinter Otschirbatyn Burmaa aus der Mongolei einen Startplatz für die Olympischen Spiele 2012 in London zu sichern. In London siegte sie in ihrem ersten Kampf gegen Cynthia Vanessa Vesscan, Frankreich, verlor aber dann gegen die Olympiasiegerin von 2008 Wang Jiao aus China. Da diese das Finale nicht erreichte, schied sie aus und landete auf dem 10. Platz.

## Internationale Erfolge
| Jahr | Platz | Wettbewerb                               | Gewichtsklasse | Ergebnisse |
| 2001 | 5.    | EM in Budapest                           | bis 68 kg      | hinter Natalja Gawrilowa, Russland, Lise Legrand, Frankreich, Anita Schätzle, Deutschland und Nina Nilsen, Norwegen |
| 2002 | 3.    | EM in Seinäjoki/Finnland                 | bis 72 kg      | nach einem Sieg über Zarife Yıldırım, Türkei, einer Niederlage gegen Monika Kowalska, Polen, Siegen über Katarzyna Juszczak und Maider Unda González de Audicana, Spanien, einer Niederlage gegen Nina Englich, Deutschland und einem Sieg über Monika Kowalska |
| 2002 | 2.    | Junioren-EM in Tirana                    | bis 72 kg      | hinter Jelena Perepelkina, Russland, vor Anna Wawrzycka, Polen und Caroline dos Santos, Frankreich |
| 2002 | 7.    | WM in Chalkida/Griechenland              | bis 72 kg      | nach Siegen über Anita Schätzle und Kang Min-jeong, Südkorea und einer Niederlage gegen Wang Xu, China |
| 2003 | 12.   | WM in New York                           | bis 72 kg      | nach einer Niederlage gegen Kyōko Hamaguchi, Japan und einem Sieg über Kaliram Sonika, Indien |
| 2004 | 7.    | FILA-Test-Turnier in Athen               | bis 72 kg      | nach einem Sieg über Rita Soós, Ungarn und einer Niederlage gegen Swetlana Martynenko, Russland |
| 2004 | 2.    | EM 2004 in Haparanda                     | bis 72 kg      | nach Siegen über Fanny Gai, Frankreich, Rita Soós und Anita Schätzle und einer Niederlage gegen Güzäl Mänürowa, Russland |
| 2005 | 5.    | EM in Warna                              | bis 72 kg      | nach einem Sieg über Maria Louiza Vryoni, Griechenland, einer Niederlage gegen Anita Schätzle, einem Sieg über Rita Soós und einer Niederlage gegen Stanka Slatewa, Bulgarien                                                                                   |
| 2005 | 2.    | Welt-Cup in Clermont-Ferrand             | bis 72 kg      | hinter Kyōko Hamaguchi, vor Iris Smith, USA und Tainiel Guerra, Venezuela |
| 2005 | 3.    | WM in Budapest                           | bis 72 kg      | nach Siegen über Maider Unda González de Audicana und Marina Gastl, einer Niederlage gegen Kyōko Hamaguchi und einem Sieg über Wang Jiao, China |
| 2006 | 3.    | Klippan-Lady-Open                        | bis 72 kg      | hinter Anna Wawrzycka, Polen und Anita Schätzle, gemeinsam mit Jenny Fransson, Schweden, vor Stanka Slatewa |
| 2006 | 2.    | EM in Moskau                             | bis 72 kg      | nach Siegen über Karine Schdojan, Armenien, Wassilissa Marsaljuk, Belarus und Ana Maria Paic, Rumänien und einer Niederlage gegen Stanka Slatewa |
| 2006 | 4.    | Welt-Cup in Nagoya                       | bis 72 kg      | hinter Ohenewa Akuffo, Kanada, Kyōko Hamaguchi und Kristie Marano (Davis), USA |
| 2006 | 7.    | WM in Guangzhou                          | bis 72 kg      | nach Siegen über Maider Unda González de Audicana und Jenny Fransson und Niederlagen gegen Kyōko Hamaguchi und Kristie Marano |
| 2007 | 2.    | EM in Sofia                              | bis 72 kg      | nach Siegen über Nina Sklenková, Tschechien, Wassilissa Marsaljuk und Agnieszka Wieszczek, Polen und einer Niederlage gegen Stanka Slatewa |
| 2007 | 8.    | WM in Baku                               | bis 72 kg      | nach Siegen über Zümrüd Qurbanhacıyeva, Aserbaidschan und Jaresmit Weffer, Venezuela und einer Niederlage gegen Güzäl Mänürowa |
| 2008 | 5.    | EM in Tampere                            | bis 72 kg      | nach einer Niederlage gegen Güzäl Mänürowa, einem Sieg über Iryna Zyrkewitsch, Belarus und einer Niederlage gegen Anita Schätzle |
| 2008 | 14.   | WM in Tokio                              | bis 72 kg      | nach einer Niederlage gegen Ohenewa Akuffo |
| 2009 | 3.    | EM in Vilnius                            | bis 72 kg      | nach Siegen über Maider Unda González de Audicana und Simge Yıldız, Türkei, einer Niederlage gegen Aljona Starodubzewa, Russland und einem Sieg über Marina Gastl                                                                                               |
| 2009 | 3.    | Großer Preis von Deutschland in Dormagen | bis 72 kg      | hinter Jekaterina Bukina und Natalja Worobjowa, beide Russland |
| 2009 | 3.    | Austrian-Lady-Open in Götzis             | bis 72 kg      | hinter Mami Shinkai, Japan und Jenny Fransson |
| 2009 | 5.    | Golden-Grand-Prix in Baku                | bis 72 kg      | hinter Stanka Slatewa, Jenny Fransson, Güzäl Mänürowa und Ohenewa Akuffo |
| 2009 | 5.    | WM in Herning/Dänemark                   | bis 72 kg      | nach Siegen über Preetkaur Gursharan, Indien, Jana Panowa, Kirgisistan und Laure Ali Annabel, Kamerun und Niederlagen gegen Qin Xiaoping, China und Stanka Slatewa                                                                                              |
| 2010 | 5.    | EM in Baku                               | bis 72 kg      | hinter Stanka Slatewa, Jekaterina Bukina, Emma Weberg, Schweden und Maider Unda González de Audicana |
| 2010 | 2.    | Austrian-Lady-Open in Götzis             | bis 72 kg      | hinter Jenny Fransson, vor Maider Unda González de Audicana und Marina Gastl |
| 2012 | 8.    | Olympia-Qualif.-Turnier in Sofia         | bis 72 kg      | Siegerin: Jenny Fransson vor Kateryna Burmistrowa, Ukraine |
| 2012 | 2.    | Olympia-Qualif.-Turnier in Taiyuan/China | bis 72 kg      | hinter Otschirbatyn Burmaa, Mongolei, vor Maja Gunvor Erlandsen, Norwegen und Marina Gastl |
| 2012 | 5.    | Austrian-Lady-Open in Götzis             | bis 72 kg      | hinter Leah Callahan, Kanada, Jenny Fransson, Maider Unda González de Audicana und Marina Gastl |
| 2012 | 5.    | Großer Preis von Spanien in Madrid       | bis 72 kg      | hinter Stanka Slatewa, Laure Ali Annabel, Kamerun, Maider Unda González de Audicana und Jenny Fransson |
| 2012 | 10.   | OS in London                             | bis 72 kg      | nach einem Sieg über Cynthia Vanessa Vescan, Frankreich und einer Niederlage gegen Wang Jiao, China |
| 2012 | 3.    | "Henri-Deglane"-Challenge in Nizza       | bis 72 kg      | hinter Adeline Gray, USA und Dalma Caneva, Italien |
| 2013 | 2.    | "Alexander-Medwed"-Preis in Minsk        | bis 72 kg      | hinter Jekaterina Bukina, Russland, vor Sabirə Əliyeva, Aserbaidschan und Wassilissa Marsaljuk, Belarus |

## Erläuterungen
- alle Wettkämpfe im freien Stil
- OS = Olympische Spiele, WM = Weltmeisterschaften, EM = Europameisterschaften